# Орліце
Орліце  (чеськ. Orlice, нім. Adler, пол. Orlica) — річка у східній Чехії. Її загальна довжина становить 32,7 км (від місця злиття річок Дівока Орліце та Тіха Орліце), загальна площа басейну становить 2036,9 км², з яких 1964,9 км² припадає на територію Чехії. Він утворюється в результаті злиття двох джерел — Дівока Орліце довжиною 99,3 км і Тіха Орліце довжиною 107,5 км.

## Хід течії
Свою назву річка отримала від місця злиття річок Дівока та Тіха Орліце між Ждяр над Орліцею, Світлою та Альбрехтіцею над Орліцею. Протікає через села Тиніште над Орліці, Петровіце, Штенков, Требеховіце-под-Оребем, Непасіце, Блешно та Свінари. У Градець-Кралове вона зліва впадає в річку Ельба. Для русла річки Орліце характерні численні звивини та тупики. Це одна з небагатьох добре збережених і мінімально порушених водних артерій у Чехії.

## Водний режим
Приблизний стік Орліце в гирлі складає 21,8 м³/с.
Приблизний багаторічний місячний стік Орліце (м³/с) у Тиніштє над Орліце
Приблизний місячний стік Орліце (м³/с) у Тиніштє над Орліце у 2014 році
Профіль:
| místo              | річк.км. | площа басейну | стік (Qa)  | сторічний пік (Q100) |
| ------------------ | -------- | ------------- | ---------- | -------------------- |
| Týniště nad Orlicí | 30,90    | 1554,17 km²   | 18,60 m³/s | 516,0 m³/s           |

## Використання
Раніше сплавлялися як на Дивоці, так і на Тихій Орлиці. Русло річки є основою великого природного парку Орліце, який також включає низку заповідних територій та природних заповідників. Річка придатна для водного туризму, оскільки є судноплавною на всій своїй довжині від Альбрехтіце-над-Орліці до впадіння в Ельбу. На всій своїй довжині в 33 км вона має лише 3 водосховища, які їй необхідно перетнути, тому ця спокійна звивиста річка відносно невибаглива і підходить навіть для початківців.

## Зображення

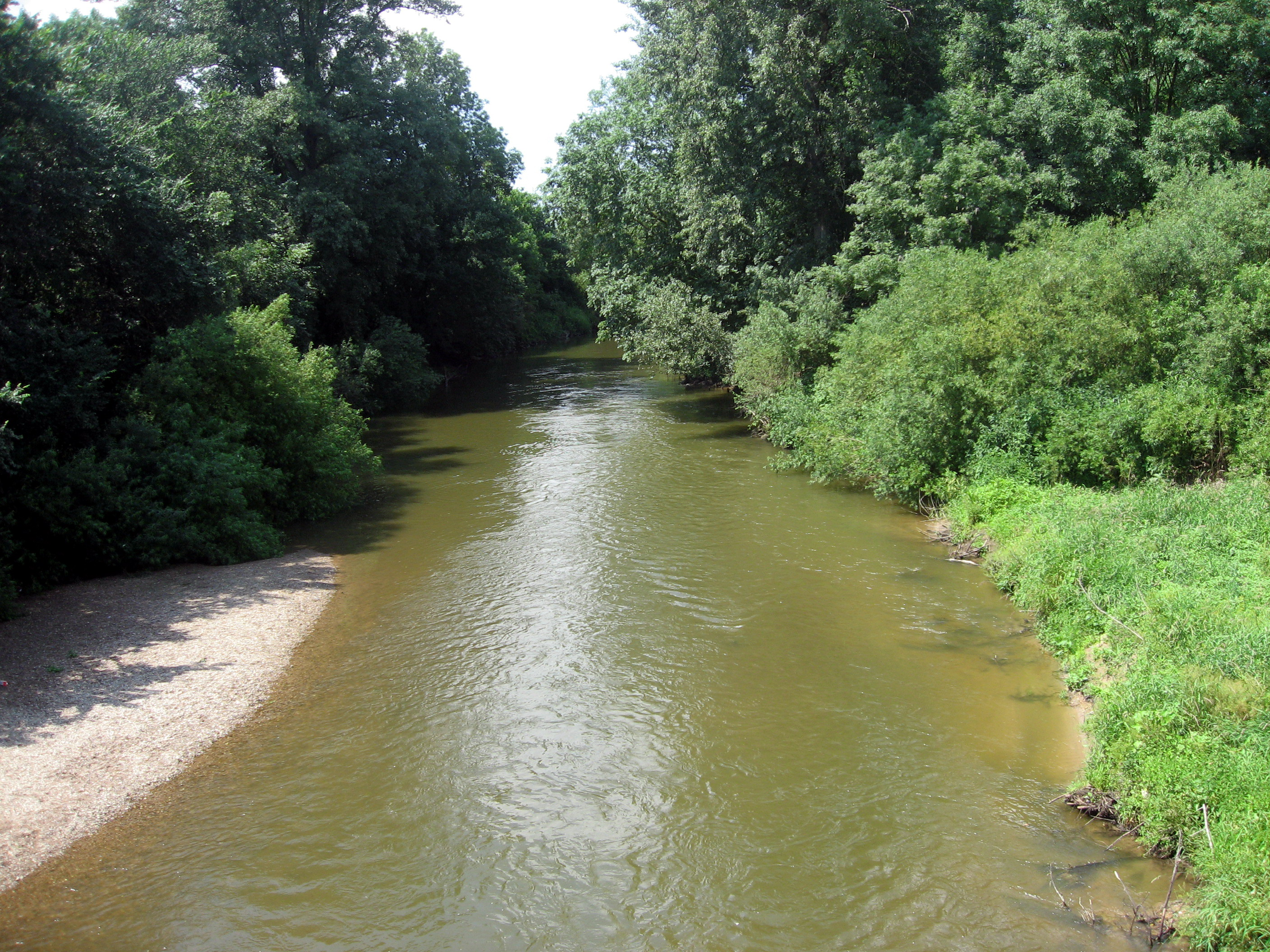
Орліце біля Тршебеховіце-под-Оребом